# Ožujsko
Ožujsko, Ожуйско  — светлое пиво, произведенное в Хорватии Загребской пивоварней, которая принадлежит к активам международной пивоваренной корпорации StarBev. Самое популярное хорватское пиво по объемам продаж на внутреннем рынке. Название пива буквально переводится как «Мартовское» (от хорв. Ožujak, то есть март).
Торговая марка Ožujsko является партнером Хорватского футбольного союза и многолетним спонсором футбольной сборной Хорватии .
Производство Ožujsko началось в 1893 году, через год после основания Загребской пивоварни, что делает его одним из старейших продуктов в Хорватии, производство которых никогда не прекращалось.

## Разновидности

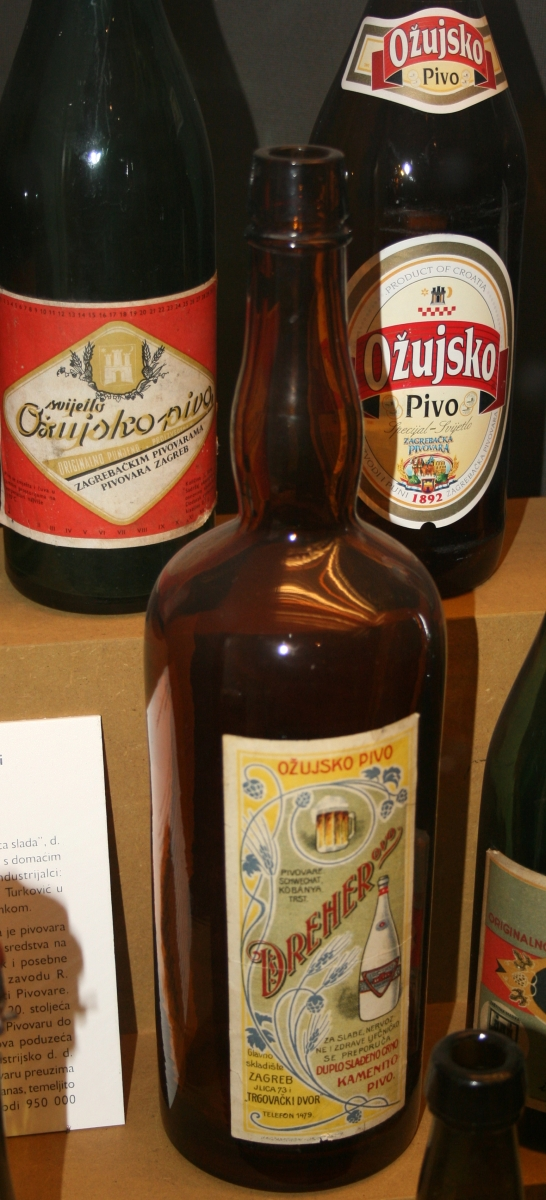
Бутылки пива Ožujsko в Музее города Загреба

Основным сортом пива Ožujsko является Ožujsko Pivo, светлый лагер с содержанием алкоголя 5 % и плотностью 11,0 %. Учитывая название этого пива, которое переводится как «Мартовское», его нередко относят к пивному стилю Мерцен (нем. Märzen), то есть мартовскому пиву. Однако, поскольку ни технологически, ни по характеристикам напитка современное Ožujsko не имеет присущих мерценам особенностей, корректно относить его к пильзнер или к более общей категории светлых евролагеров.
Кроме того, под этой же торговой маркой производятся:
- Ožujsko Pšenično — пшеничное пиво с добавлением кориандра, содержанием алкоголя 5 % и плотностью 11,5 %;
- Ožujsko Cool — безалкогольное светлое пиво (содержание алкоголя до 0,5 %, плотность 6,5 %);
- Ožujsko Limun — радлер, светлое пиво с добавлением сока лимона (содержание алкоголя 2 %);

## Рейтинг
- RateBeer.com.............. [2]
- BeerAdvocate.com…… C+ (достойное)[3]